# Solomon's Seal
Solomon's Seal è l'ultimo album dei Pentangle originali, pubblicato dalla Reprise Records nel 1972. Il disco fu registrato al Sound Techniques di Londra, Inghilterra.

## Tracce
Lato A
1. Sally Free and Easy – 3:55 (Cyril Tawney)
2. The Cherry Tree Carol – 2:57 (Brano tradizionale, arrangiamenti di B. Jansch, J. Renbourn, D. Thompson, T. Cox, J. McShee)
3. The Snows – 3:43 (Brano tradizionale, arrangiamenti di B. Jansch, J. Renbourn, D. Thompson, T. Cox, J. McShee)
4. High Germany – 3:15 (Brano tradizionale, arrangiamenti di B. Jansch, J. Renbourn, D. Thompson, T. Cox, J. McShee)
5. People on the Highway – 4:46 (Bert Jansch, John Renbourn, Danny Thompson, Terry Cox, Jacqui McShee)

Lato B
1. Willy O'Winsbury – 6:50 (Brano tradizionale, arrangiamenti di B. Jansch, J. Renbourn, D. Thompson, T. Cox, J. McShee)
2. No Love Is Sorrow – 2:41 (Bert Jansch, John Renbourn, Danny Thompson, Terry Cox, Jacqui McShee)
3. Jump, Baby, Jump – 3:10 (Bert Jansch, John Renbourn, Danny Thompson, Terry Cox, Jacqui McShee)
4. Lady of Carlisle – 4:41 (Brano tradizionale, arrangiamenti di B. Jansch, J. Renbourn, D. Thompson, T. Cox, J. McShee)

## Musicisti
Brano A1
- Bert Jansch - chitarra acustica, voce
- John Renbourn - chitarra elettrica
- Jacqui McShee - voce
- Danny Thompson - contrabbasso
- Terry Cox - batteria

Brano A2
- Bert Jansch - chitarra acustica
- John Renbourn - chitarra acustica
- Jacqui McShee - voce
- Danny Thompson - contrabbasso
- Terry Cox - batteria

Brano A3
- Bert Jansch - chitarra acustica, voce
- John Renbourn - sitar, recorder
- Danny Thompson - contrabbasso
- Terry Cox - batteria

Brano A4
- Bert Jansch - chitarra acustica, banjo
- John Renbourn - chitarra elettrica, recorder
- Jacqui McShee - voce
- Danny Thompson - contrabbasso
- Terry Cox - batteria

Brano A5
- Bert Jansch - chitarra acustica, voce
- John Renbourn - chitarra elettrica
- Jacqui McShee - voce
- Danny Thompson - contrabbasso
- Terry Cox - batteria, percussioni (finger cymbals)

Brano B1
- Bert Jansch - dulcimer
- John Renbourn - chitarra acustica, recorder
- Jacqui McShee - voce
- Danny Thompson - contrabbasso

Brano B2
- Bert Jansch - chitarra acustica, voce
- John Renbourn - chitarra acustica
- Jacqui McShee - voce
- Danny Thompson - contrabbasso
- Terry Cox - batteria

Brano B3
- Bert Jansch - chitarra acustica, voce
- John Renbourn - chitarra elettrica
- Jacqui McShee - voce
- Danny Thompson - contrabbasso
- Terry Cox - batteria

Brano B4
- Bert Jansch - banjo
- John Renbourn - chitarra acustica, chitarra elettrica, armonica, voce
- Jacqui McShee - voce
- Danny Thompson - contrabbasso
- Terry Cox - batteria, voce